# 林明陽
林明陽（1959年2月26日—） 是台灣一名音樂製作人、作曲家、填詞人，因其擔任張學友、鄭中基、關淑怡、陳慧嫻、王馨平、陳曉東、陳潔儀、李翊君、何潤東、趙詠華、苏慧伦等華語知名歌手的唱片製作人而知名。
簡介
1959年生於恆春，成長於台北。就讀徐匯中學時期開始學習吉他。藝工隊退伍後由翁孝良引領入行，並與楊明煌同期考進歌林唱片擔任製作助理，開啟唱片製作及音樂創作生涯。
民國73年赴日向行方洋一學習錄音技術，並於TOSHIBA EMI錄音室擔任製作助理。返國後擔任錄音師，曾經手飛碟唱片旗下歌手王芷蕾、蘇芮、東方快車等人之歌曲錄音工作；張雨生《我的未來不是夢》為首張擔綱之專輯錄音作品。
民國70末與楊明煌、屠穎合組「天蠍座工作室」，蘇慧倫《追得過一切》為其首張獨立製作作品。80年後任職寶麗金唱片製作部，開啟港星及跨國合作經驗。全球銷售累計超過300萬張，民國84年出版之張學友《真愛新曲+精選》為音樂生涯巔峰之代表作；〈她來聽我的演唱會〉為個人最滿意之企劃製作作品。

## 個人作品

### 作曲·填詞
- 《世界上唯一的花》——演唱：SMAP[3]
- 《夜空的彼岸》——演唱：SMAP

## 外部連結
- 林明陽的新浪微博